# ELIMINATE
ELIMINATE(エリミネイト)は2017年の9月にA9のボーカル・将をクリエイティブディレクターとし、コレクションブランド出身のスタッフとともに立ち上げたファッションブランドである。
同年10月初旬にてオフィシャルサイト＆ECストアがオープンし、名古屋と原宿のポップアップストアでの先行受注会も行なわれた。
当初はバンドが忙しいため将自身はかかわるつもりはなく、アパレルデザイナーやマーチャンダイザーを紹介したりブランド名を考えたりとディレクションをしていただけだったが、最終的に将が前に出る形となった。アパレル販売の経験があり、元々そういうところに明るく、めぐり合わせがあったと本人は話している。

## コンセプト
画一的なものを拒絶し、自分らしさを手に入れる